# Новая волна 2021
Новая волна 2021 (англ. New Wave 2021) — 19-й международный конкурс молодых исполнителей «Новая волна», который проходил с 19 по 25 августа 2021 года в российском городе-курорте Сочи на сцене «New Wave Hall». В конкурсе принимали участие 11 исполнителей из 9 стран мира. В России конкурс транслировал телеканал «Россия-1».

## Участники
В музыкальном конкурсе принимают участие 11 исполнителей, представляющие 9 стран: Австралию, Армению, Беларусь, Болгарию, Грузию, Испанию, Италию, Казахстан, Россию.
| Страна    | Участник            |
| --------- | ------------------- |
| Австралия | Алфи Аркури         |
| Армения   | SARO                |
| Беларусь  | группа «CHEICHAI»   |
| Болгария  | Деница Караславова  |
| Грузия    | Натиа Ригвава       |
| Испания   | Хорхе Гонсалес      |
| Италия    | Фабио Курто         |
| Казахстан | группа «MEZZO»      |
| Россия    | MAX BOX             |
| Россия    | группа «GRINKEVICH» |
| Россия    | Севиль              |

## Состав жюри
- Филипп Киркоров
- Димитрис Контопулос
- Сергей Лазарев
- Artik & Asti
- Димаш Кудайберген
- Светлана Лобода
- Леонид Агутин
- Билан, Дима Николаевич
- Игорь Крутой

## Конкурсная программа[3]

### Гала-концерт, посвященный открытию конкурса (19 августа)
В программе принимали участие: София Ротару, Филипп Киркоров, Валерий Леонтьев, Николай Басков, Полина Гагарина, Димаш Кудайберген, Григорий Лепс, Сергей Лазарев, Ирина Дубцова, Дима Билан, Наталья Гордиенко, Интарс Бусулис, Артур Пирожков, Maruv, Тимур Родригез, Zivert, Мари Краймбрери, Niletto, Клава Кока, Баста и другие.
Ведущие: Лера Кудрявцева и Андрей Малахов.

### Творческий вечер Димы Билана «39,8» (20 августа)
В программе принимали участие: Филипп Киркоров, Григорий Лепс, Artik & Asti, Loboda, Сергей Лазарев, Теона Контридзе, Ани Лорак, Пелагея, Артур Пирожков, Сергей Жуков, Юрий Шатунов, Юлианна Караулова, Александр Панайотов, Тимур Родригез, Ольга Бузова, Мари Краймбрери, Ваня Дмитриенко, Niletto, MOT, Клава Кока, Сергей Мазаев.

### Творческий вечер Александра Розенбаума. Первый конкурсный день (21 августа)
В программе принимали участие: Хибла Герзмава, Лариса Долина, Игорь Крутой, Тамара Гвердцители, Андрей Макаревич, Григорий Лепс, Пелагея, Фёдор Добронравов, Аглая Шиловская, Игорь Миркурбанов, Алексей Чумаков.
Ведущие: Александр Розенбаум и Аглая Шиловская.
Помимо этого, в этот день проходил первый конкурсный день конкурса «Новая волна 2021».
Участников конкурса «Новая волна 2021» представляли: Лера Кудрявцева и ДАВИНЧИ.
| Место | Страна    | Участник            | Баллы |
| ----- | --------- | ------------------- | ----- |
| 1     | Армения   | SARO                | 90    |
| 2     | Казахстан | группа «MEZZO»      | 86    |
| 3     | Болгария  | Деница Караславова  | 85    |
| 4     | Испания   | Хорхе Гонсалес      | 84    |
| 5     | Австралия | Алфи Аркури         | 79    |
| 6     | Россия    | MAX BOX             | 79    |
| 7     | Россия    | Севиль              | 78    |
| 8     | Италия    | Фабио Курто         | 77    |
| 9     | Грузия    | Натиа Ригвава       | 77    |
| 10    | Беларусь  | группа «CHEICHAI»   | 76    |
| 11    | Россия    | группа «GRINKEVICH» | 73    |

### Концерт членов жюри. Второй конкурсный день (22 августа)
Программа включала в себя участие Игоря Крутого, Филиппа Киркорова, Artik & Asti, Димаша Кудайбергена, Loboda, Сергея Лазарева, Леонида Агутина, Димы Билана, Димитрис Контопулоса, коллектива «Сливки общества», гостей вечера Натальи Гордиенко, Dava, Михаила Галустяна, Гарика Мартиросяна.
Ведущие: Михаил Галустян, Гарик Мартиросян.
Участников конкурса «Новая волна 2021» представляли: Липа и Tim.
| Место | Страна    | Участник            | Баллы |
| ----- | --------- | ------------------- | ----- |
| 1     | Армения   | SARO                | 89    |
| 2     | Болгария  | Деница Караславова  | 88    |
| 3     | Испания   | Хорхе Гонсалес      | 86    |
| 4     | Казахстан | группа «MEZZO»      | 84    |
| 5     | Австралия | Алфи Аркури         | 83    |
| 6     | Италия    | Фабио Курто         | 82    |
| 7     | Россия    | группа «GRINKEVICH» | 79    |
| 8     | Россия    | Севиль              | 78    |
| 9     | Беларусь  | группа «CHEICHAI»   | 78    |
| 10    | Россия    | MAX BOX             | 77    |
| 11    | Грузия    | Натиа Ригвава       | 75    |

### Творческий вечер народного артиста России Николая Баскова (23 августа)
В программе выступали: Игорь Крутой, Лариса Долина, Валерия, Филипп Киркоров, Валерий Леонтьев, Дима Билан, Сергей Лазарев, Максим Галкин, Ани Лорак, Григорий Лепс, Сосо Павлиашвили, Таисия Повалий, Стас Михайлов, Любовь Успенская, Артур Пирожков, Ирина Дубцова, Александр Панайотов, Натали, Даня Милохин, гр. «Дискотека Авария».
Ведущий вечера: Николай Басков

### День премьер. Третий конкурсный день (24 августа)
Все без исключения участники вечера исполняют премьерные композиции. Перед началом конкурсной части программы на сцене выступили: Филипп Киркоров, Валерий Леонтьев, Анжелика Варум, Леонид Агутин, Artik & Asti, Сергей Лазарев, Дима Билан, Manizha, Валерия, Loboda, Димаш Кудайберген, Игорь Николаев, Олег Газманов, Максим Галкин.
Ведущие: Александр Ревва и Марина Федункив.
Участников конкурса «Новая волна 2021» представляли: Николай Цискаридзе и Теона Контридзе.
| Место | Страна    | Участник            | Баллы |
| ----- | --------- | ------------------- | ----- |
| 1     | Россия    | группа «GRINKEVICH» | 89    |
| 2     | Испания   | Хорхе Гонсалес      | 88    |
| 3     | Болгария  | Деница Караславова  | 88    |
| 4     | Армения   | SARO                | 88    |
| 5     | Россия    | MAX BOX             | 86    |
| 6     | Казахстан | группа «MEZZO»      | 84    |
| 7     | Австралия | Алфи Аркури         | 84    |
| 8     | Россия    | Севиль              | 83    |
| 9     | Италия    | Фабио Курто         | 80    |
| 10    | Грузия    | Натиа Ригвава       | 80    |
| 11    | Беларусь  | группа «CHEICHAI»   | 79    |

### Гала-концерт закрытия конкурса (25 августа)
Награждение победителей, вручение «Хрустальных волн», Приза зрительских симпатий от компании «АРС» и других специальных призов победителям и финалистам «Новой волны 2021».
Артисты вместе с конкурсантами говорят всем «До новых встреч!» и поют со зрителями в зале.
В программе вечера выступили: Ирина Аллегрова, Лев Лещенко, Игорь Крутой, Александр Буйнов, Лариса Долина, Кристина Орбакайте, Григорий Лепс, Димаш Кудайберген, Лолита, Николай Басков, Сергей Лазарев, Ани Лорак, Сосо Павлиашвили, Анжелика Варум, Артур Пирожков, Артём Качер, Леонид Агутин, Юлианна Караулова, Jony, Ваня Дмитриенко, Хабиб, Dabro.

## Итог конкурса[4]
| Место | Страна    | Участник            | Общий балл |
| ----- | --------- | ------------------- | ---------- |
| 1     | Армения   | SARO                | 267        |
| 2     | Болгария  | Деница Караславова  | 261        |
| 3     | Испания   | Хорхе Гонсалес      | 257        |
| 4     | Казахстан | группа «MEZZO»      | 255        |
| 5     | Австралия | Алфи Аркури         | 246        |
| 6     | Россия    | группа «GRINKEVICH» | 241        |
| 7     | Россия    | MAX BOX             | 241        |
| 8     | Италия    | Фабио Курто         | 239        |
| 9     | Россия    | Севиль              | 239        |
| 10    | Беларусь  | группа «CHEICHAI»   | 232        |
| 11    | Грузия    | Натиа Ригвава       | 231        |

Приз зрительских симпатий: группа «GRINKEVICH».
Приз от партнёра Магнит: Севиль.
Приз от компании Phillips: MAX BOX и Алфи Аркури.